# 鄧燾
鄧燾，MH（To Tang，1949年—），祖籍廣東東莞，出生於香港，大同機械企業有限公司董事局主席，也是已故創辦人鄧焜兒子。
他早年就讀香島中學，曾任中華總商會副會長一職，同時擔任深圳上市的聯營公司深圳浩寧達儀錶股份有限公司董事一職。